# Нуклеарни холокауст
Нуклеарни холокауст је израз који се односи на могућност потпуног или готово потпуног уништења људске цивилизације услед нуклеарног рата. По таквом сценарију, целокупна, или већи део Земље би могао да буде спржен и уништен нуклеарним оружјем у наредном светском рату.
Реч холокауст се дефинише као велико разарање које резултује губитком великог броја живота, посебно од стране ватре. Долази од грчке речи holokaustos, која значи спржена рупа. Од седамдесетих година двадесетог века, израз холокауст се најчешће односи на нацистички холокауст.
Неки нуклеарни физичари су истакли да би нуклеарни холокауст могао да узрокује крај људске расе, или уништење модерне цивилизације услед непосредних ефеката насталих дејством нуклеарног оружја, као и нуклеарне зиме која би довела до истребљења многих живих врста.